# Staphylothermus marinus
Staphylothermus marinus es una especie de arquea del orden Sulfolobales.
Es un microorganismo heterótrofo hipertermófilo marino anaerobio estricto y dependiente de azufre elemental, aislado a partir de sedimentos geotermales o de fumarolas del fondo oceánico. La temperatura óptima de crecimiento en medio mínimo es 85 °C mientras que en medio enriquecidos es de 92 °C. El azufre elemental es absolutamente necesario para el crecimiento y se convierte en sulfuro de hidrógeno como un producto de desecho. Una fuente de nutrientes complejos como el extracto de levadura, peptona, o de extracto de proteínas también es necesario para su crecimiento.

## Morfología
S. marinus tiene una morfología inusual. A bajas concentraciones de nutrientes el diámetro de la célula varía de 0.5-1.0 mm se forman racimos de hasta 100 células, mientras que a altas concentraciones de nutrientes predominan las células gigantes con diámetros de hasta 15 mm. La pared celular también tiene una estructura inusual compuesta por un complejo de glucoproteínas denominado tetrabrachion, que es estable a altas temperaturas y resistentes a los tratamientos químicos que suelen desnaturalizar las proteínas. El tetrabrachion está compuesto de un tallo unido a la membrana en un extremo y con cuatro brazos proyectados perpendicularmente desde el otro extremo; los brazos interactúan con otras subunidades de tetrabrachion para formar un enrejado que cubre la célula. 

## Particularidades
S. marinus pertenece al orden Desulfurococcales, al igual que Aeropyrum pernix, cuya secuencia del genoma ha sido determinada lo que hace posible la comparación entre ambos microorganismos. Ambos organismos son hipertermófilos y requieren complejos requerimientos nutricionales, pero mientras que S. marinus es un anaerobio estricto que requiere azufre para su crecimiento, A. pernix es un aerobio estricto que no requiere de compuestos de azufre.